# クイズ!宇宙船地球号
『クイズ!宇宙船地球号』（クイズ うちゅうせんちきゅうごう）は、1989年4月17日から同年9月25日までテレビ東京系列局で放送されていたテレビ東京製作のクイズ番組である。放送時間は毎週月曜 20:00 - 20:54 （日本標準時）。
毎回「日本人チーム」と「外国人チーム」が自然をテーマにしたクイズに挑戦していた。

## 出演者
- 児玉清 - 司会を担当。
- 伊東四朗 - 日本人チームのキャプテンを担当。
- ケント・デリカット - 外国人チームのキャプテンを担当。